# Державінська міська адміністрація
Держа́вінська міська адміністрація (каз. Державинск қаласы әкімдігі, рос. Державинская городская администрация) — адміністративна одиниця у складі Жаркаїнського району Акмолинської області Казахстану. Адміністративний центр та єдиний населений пункт — місто Державінськ.
Населення — 7097 осіб (2021; 6309 у 2009, 7869 у 1999, 15185 у 1989).